# Stockholms läns och Uppsala läns valkrets
Stockholms läns och Uppsala läns valkrets var 1921-1970 en valkrets i första kammaren. Valkretsen omfattade hela Stockholms län utom Stockholms stad, som var egen valkrets, samt hela Uppsala län. Antalet mandat var tio fram till år 1952 då det ökade till elva, och därefter till tolv år 1962. Valkretsen avskaffades i samband med övergången till enkammarriksdagen.

## Riksdagsledamöter

### 1922
- Theodor Borell, n
- Gustaf Lagerbjelke, n
- Otto Strömberg, n
- Carl Axel Reuterskiöld, bf
- Carl Gustaf Ekman, lib s
- Eliel Löfgren, lib s
- Adolf Berge, s
- Edvard Hagfält, s
- Teodor Julin, s
- Gustav Möller, s

### 1923-1930
- Theodor Borell, n
- Gustaf Lagerbjelke, n
- Hjalmar Hammarskjöld, högervilde
- Carl Axel Reuterskiöld, vilde 1923, bf 1924-1930
- Carl Gustaf Ekman, lib s 1923, fris 1924-1928 (1923-1928)
  - Johan Larsson, fris (1929-1930)
- Martin Fehr, lib s 1923, lib 1924-1930
- Adolf Berge, s (1923-24/2 1926)
  - Per Henning Sjöblom, s (23/3 1926–26/4 1929)
    - Emil Johanson, s (15/5 1929-1930)
- Teodor Julin, s
- Gustav Möller, s
- Primus Wahlmark, s

### 1931-1938
- Theodor Borell, n
- Wilhelm Rydberg, n 1931-1934, h 1935-1937 (1931-1937)
  - Carl Beck-Friis, h (1938)
- Hjalmar Hammarskjöld, högervilde
- Carl Axel Reuterskiöld,  bf
- Johan Larsson, fris 1931-1934, fp 1935-1938
- Albert Forslund, s
- Henning Leo, s (1931-1932)
  - Wilhelm Källman, s (1933-1938)
- Rickard Lindström, s (1931-1934)
  - Oscar Danielsson, s (1935–1938)
- Gustav Möller, s
- Primus Wahlmark, s

### 1939-1946
- Carl Beck-Friis, h
- Nils Herlitz, h
- Sigfrid Linnér, h
- Albert Andersson, bf
- Anders Aronsson, bf (1939-23/11 1942)
  - Gunnar Lodenius, bf (19/12 1942–1946)
- Albert Forslund, s
- Laur Franzon, s
- Wilhelm Källman, s
- Gustav Möller, s
- Primus Wahlmark, s

### 1947-1954
- Carl Beck-Friis, h (1947)
  - Ragnar Lundqvist, h (1948–1954)
- Nils Herlitz, h
- Gunnar Lodenius, bf
- Ingrid Osvald, fp (1947-31/1 1950)
  - Martin Söderquist, fp (11/2 1950–1954)
- Einar Eriksson, s
- Albert Forslund, s (1947–1951)
  - Erik Jansson, s (1952–1954)
- Laur Franzon, s
- Gustav Möller, s
- Fritjof Thun, s
- Primus Wahlmark, s (1947-1950)
  - Edvin Thun, s (1951-1954)
- Annie Wallentheim, s (1952–1954) (mandatet tillagt under pågående mandatperiod)

### 1955-1962
- Nils Herlitz, h (1955)
  - Emanuel Birke, h (1956-1962)
- Gunnar Lodenius, bf/c (1955–1958)
  - Ferdinand Nilsson, c (1959–1962)
- Martin Söderquist, fp
- Erik Alexanderson, fp
- Ruth Hamrin-Thorell, fp
- Laur Franzon, s (1955–1956)
  - Gunnar Andersson, s (1957-3/2 1959)
    - Sture Palm, s (20/2 1959-1962)
- Einar Eriksson, s
- Arne Geijer, s
- Erik Jansson, s
- Manne Olsson, s (1962) (mandatet tillagt under pågående mandatperiod)
- Edvin Thun, s (1955–4/2 1962)
  - Nils Hjorth, s (15/2–31/12 1962)
- Annie Wallentheim, s

### 1963-1970
- Gunnar Hübinette, h/m
- Gunnar Wallmark, h/m
- Henrik Åkerlund, h/m
- Ferdinand Nilsson, c
- Erik Alexanderson, fp
- Ruth Hamrin-Thorell, fp
- Einar Eriksson, s
- Arne Geijer, s
- Nils Hjorth, s
- Erik Jansson, s
- Sture Palm, s
- Annie Wallentheim, s
  - Manne Olsson, s (1964-1970) (mandatet tillagt under pågående mandatperiod)